# Nigramma longipennis
Nigramma longipennis är en fjärilsart som beskrevs av George Francis Hampson 1912. Nigramma longipennis ingår i släktet Nigramma och familjen nattflyn. Inga underarter finns listade i Catalogue of Life.